# Jules Verbecke
Jules Verbecke (ur. 15 września 1879 w Lille, zm. ?) – francuski pływak, medalista olimpijski Letnich Igrzysk Olimpijskich 1900 w Paryżu. Wraz z drużyną Tritons Lillois zdobył srebrny medal w pływaniu drużynowym na 200 m. Wziął również udział w turnieju piłki wodnej oraz pływaniu na 200 metrów z przeszkodami i 1000 metrów stylem dowolnym, lecz nie zajął wysokich lokat.